# گنجشک پشت‌سبز
گنجشک پشت‌سبز (نام علمی: Arremonops chloronotus) نام یک گونه از تیره زردپره‌ایان است.